# داريل رينولدز
داريل رينولدز (13 أكتوبر 1993 بفيلادلفيا في الولايات المتحدة - ) (بالإنجليزية: Darryl Reynolds)‏ هو لاعب كرة سلة أمريكي في مركز هجوم قوي الجسم. لعب مع Villanova Wildcats men's basketball ‏.

## وصلات خارجية
- داريل رينولدز على موقع كرة السلة الأوروبية.كوم (الإنجليزية)
- داريل رينولدز على موقع كلية كرة السلة في سبورتس رفرنس.كوم (الإنجليزية)
- داريل رينولدز على موقع ريلجم (الإنجليزية)
- داريل رينولدز على موقع بروبوليرز (الإنجليزية)